# Francisco de Eraso y Arteaga
Francisco de Eraso y Arteaga (¿Sevilla?, 1620-Sanlúcar de Barrameda, 1669), fue un militar y escritor español. 

## Biografía
Hijo de Andrés de Eraso y de María Calderón, nació en 1620, probablemente en Sevilla, estableciéndose a temprana edad con su familia en Sanlúcar. En esta ciudad casó en 1645 con Estefanía de Arce, con quien tuvo a Juan y a Bernarda, mientras que con su esclava Leonor tuvo a Inés. Profesionalmente, fue militar, figurando como capitán en la portada de su obra El discreto desengaño y retiro entretenido, terminada hacia 1658, y en las actas capitulares del ayuntamiento de Sanlúcar. Además, según Juan Pedro Velázquez-Gaztelu, fue sargento mayor del tercio de las Milicias de Sanlúcar. Participó en el certamen literario celebrado en 1663 en Sevilla con motivo de la inauguración del Sagrario de la Catedral, del que resultó ganador, siendo recogida su participación por Fernando de la Torre Farfán en su libro Templo panegírico.
Escribió varias obras literarias, entre ellas:
- Salió el galán y cesó la música (loa dramática);
- Donde hay amor no hay agravio (comedia en tres jornadas);
- Del agravio hacer venganza y hablar bien del enemigo (comedia en tres jornadas).
- El discreto desengaño y retiro entretenido, cuya estructura está inspirada en Los cigarrales de Toledo de Tirso de Molina.

Murió en Sanlúcar el 12 de junio de 1669 y fue enterrado en la iglesia del convento de San Diego de dicha ciudad, aunque se desconoce dónde fue a parar su lápida tras la remodelación del templo.